# Мальва Ланда
Ма́льва Но́ївна Ла́нда (14 серпня 1918, Одеса — 3 липня 2019, Хайфа, Ізраїль) — правозахисниця, геологиня, авторка ряду статей, учасниця правозахисного руху в СРСР, член Московської Гельсінської групи з часу її заснування в 1976.

## Біографія
Народилася в Одесі в родині професора Зооветеринарного інституту. Батько був заарештований восени 1932, розстріляний в 1938.
Заслання відбувала в Читинській області. Амністована через 8 місяців, але в Москву повернутися не могла.
Після звільнення повернулася до правозахисної роботи, займалася, зокрема, документуванням переслідувань релігійних меншин в СРСР.
1976 року разом з Тетяною Ходорович написала листа на захист репресованого українського поета Василя Стуса.

## Нагороди
- Офіцер ордену Хреста Витязя (Литва, 8 січня 2003)[4]